# بيبو (أويتا)
مدينة بيبو (بالإنجليزية: Beppu)‏ هي أحد المدن التابعة لمحافظة أويتا. تأسست رسميًا في 01/04/1924. ويقدر عدد سكانها بـ 127345 نسمة حسب تقدير مكتب الإحصاء الياباني لعام 2012. تبلغ مساحة بيبو 125.15 كم2. بكثافة سكانية تبلغ 1018 نسمة/كم2.

## توأمة
لبيبو (أويتا) اتفاقيات توأمة مع كل من:
- روتوروا
- جيجو

## معرض صور

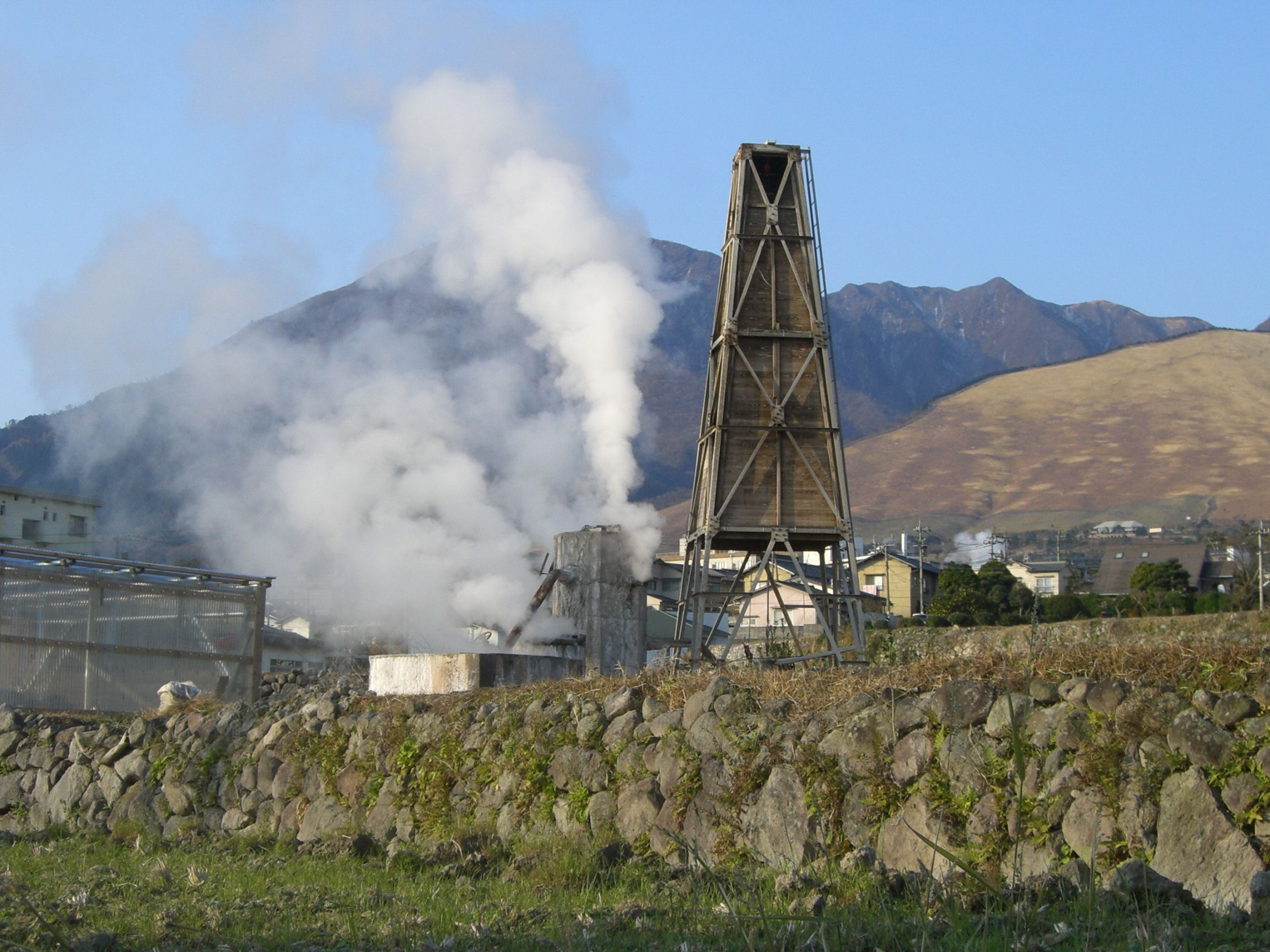
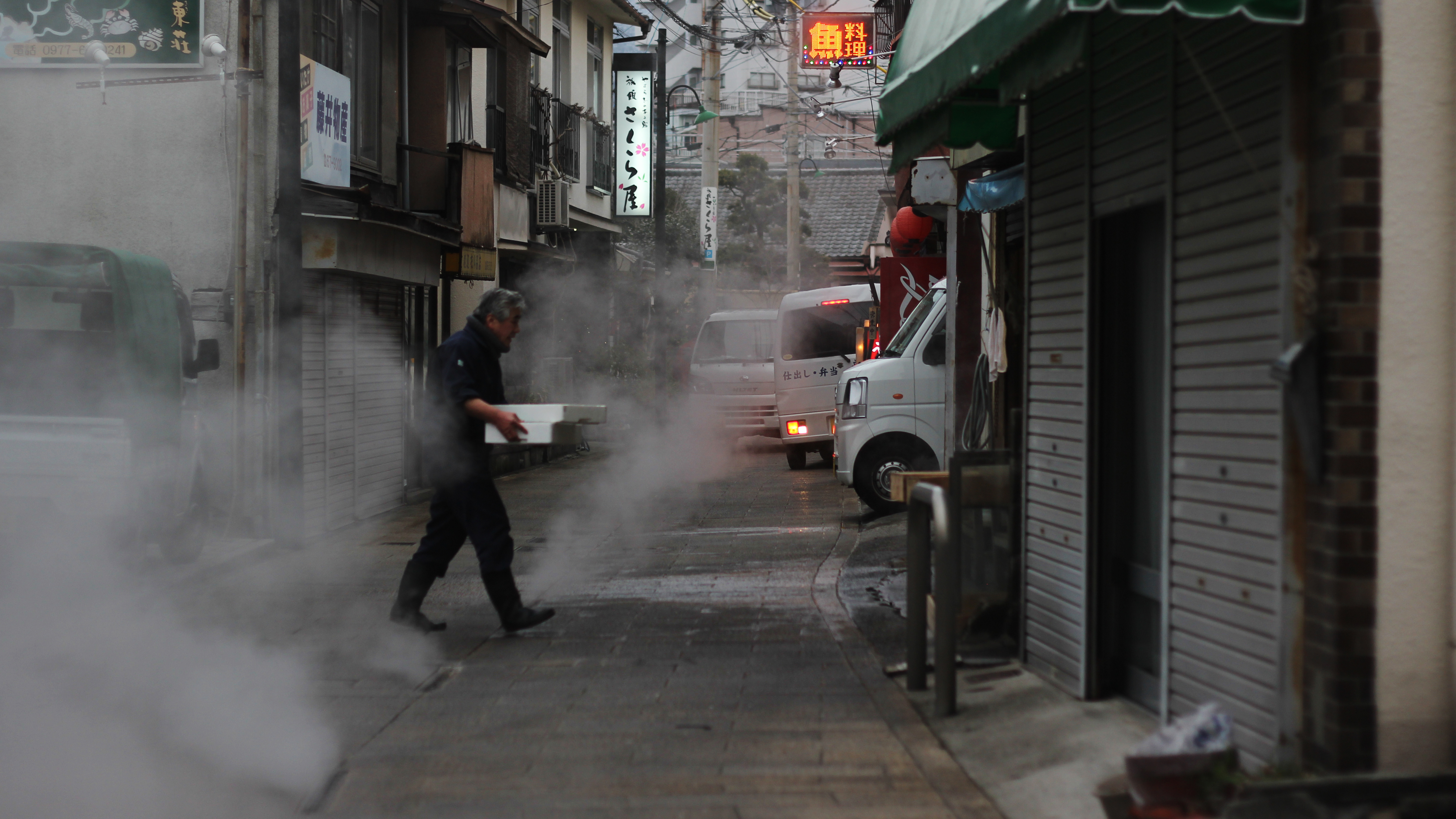
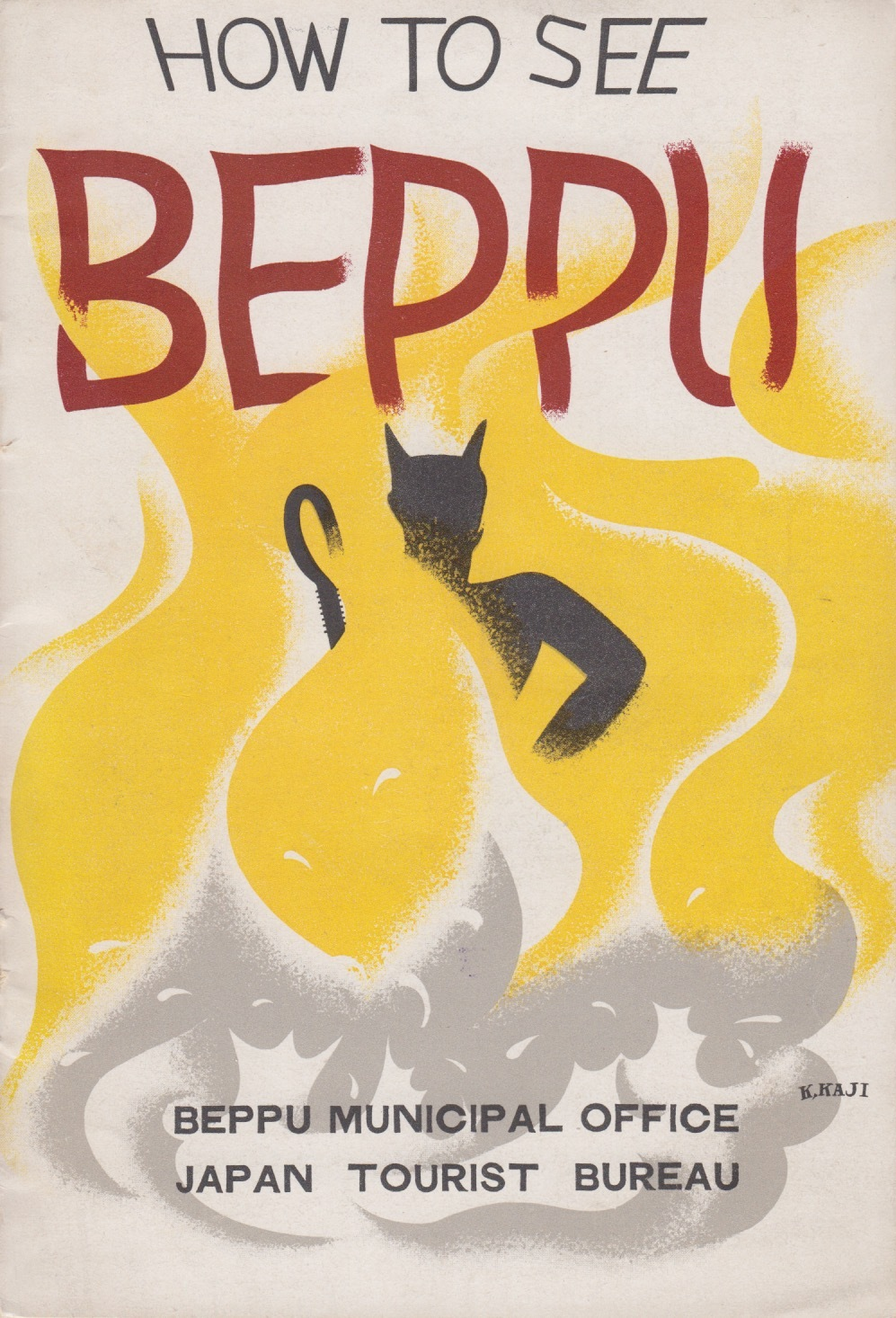

## أعلام
- شو كاموغاوا
- تومويوكي ساتو
- جونكو إيواو